# 基辅的伊西多尔

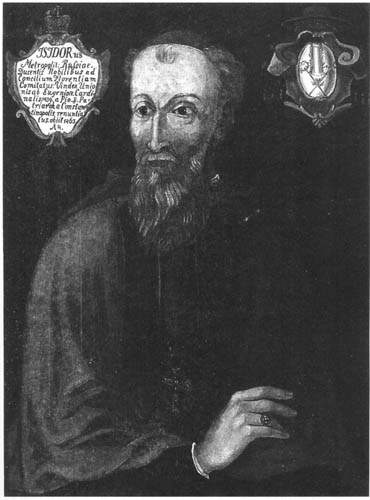
基辅的伊西多尔

基辅的伊西多尔（1385年－1463年4月27日）是一位具有拜占庭罗马人血统的教長。1437年至1441年期間，他是莫斯科及全羅斯牧首。他支持莫斯科大公国與東羅馬帝國結盟。
他曾参加佛羅倫斯大公會議，但在1441年回到莫斯科大公国後被囚禁，莫斯科大公国方面表示他回到莫斯科大公國後只知道尊重教皇卻不尊重東正教。不久後基辅的伊西多尔釋放。但莫斯科大公国已經不承認他是莫斯科及全羅斯牧首 。1448年，俄罗斯正教会选出了自己的都主教。 然而君士坦丁堡牧首一直承認基辅的伊西多尔才是莫斯科及全羅斯牧首，而且任期至1458年。 
伊西多尔后来來到君士坦丁堡，并于1452年12月12日在圣索菲亚大教堂宣布希腊教会和拉丁教会联合。君士坦丁堡陷落后，他返回罗马。基輔的伊西多尔還曾担任天主教薩比娜-波焦米爾泰托羅馬城郊教區的樞機 以及君士坦丁堡拉丁宗主教。